# 6-os busz (Ózd)
Az ózdi 6-os jelzésű autóbuszvonal az Autóbusz-állomás, Hódoscsépány és Somsály között húzódik, amelyet a MÁV Személyszállítási Zrt. üzemeltet.

## Története
A 6-os helyijárat a város tömegközlekedésének első buszjárataival együtt indult, de akkor még a szomszédos Farkaslyukra, annak is bányájába vezetett, mely Ózdhoz csatolt település volt 1999-ig (napjainkban a Volán helyközi egri, csernelyi és több-másik járata vezet oda). A III. számú Volán idejében alakult meg 26-os számozással Somsálybányára az autóbuszközlekedés, legnagyobb arányban a bányában dolgozó embertömeg szállítmányozására, később az itteni lakosság megjelenésével fejlődött ez tovább: 26A jelzéssel a Nyárjasalja utcába kitérést tevő autóbuszok közlekedtek.
A Volánbusz 2022-es új vonalhálózata 6-os jelzés alá vonta mindkettő buszjáratot, illetve később a 26-os jelzést a Bolyok érintésével közlekedő indítás vette fel. A bányatelepülésre további közvetlen buszok közlekednek Szennáról (76), valamint indulnak Centerbe (63) és Susára (68) is.

## Útvonala
| Autóbusz-állomás – Somsály | Somsály – Autóbusz-állomás |
| --- | --- |
| Autóbusz-állomás ➝ Munkás út ➝ Vasvár út ➝ Csépány út ➝ (Nagyvölgyi út ➝) Csépány út ➝ Deák út ➝ Somsály út ➝ Akna utca ➝ Somsály, autóbusz-forduló | Somsály, autóbusz-forduló ➝ Akna utca ➝ Somsály út ➝ Deák út ➝ Csépány út ➝ (Nagyvölgyi út ➝) Csépány út ➝ Vasvár út ➝ Munkás út ➝ Autóbusz-állomás |

## Közlekedése
Az autóbuszjáratok a hét minden napján közlekednek, bár sokkal kisebb sűrűséggel, mióta a környék bányáinak termelése leállt. A hétvégék folyamán nagyobb szerepet kapnak a további városrészeket összekötő kétszámjegyű járatok.
| Viszonylat                             | Indításszám     | Közlekedési rend          |
| -------------------------------------- | --------------- | ------------------------- |
| Autóbusz-állomás – Somsály, aut. ford. | 9 pár           | tanítási napokon          |
| Autóbusz-állomás – Somsály, aut. ford. | 8 pár           | tanszünetben munkanapokon |
| Autóbusz-állomás – Somsály, aut. ford. | 6 oda, 3 vissza | hétvégén                  |

### Járművek
A vonalon szóló buszok járnak, 2016-ig Ikarus 260-as és Mercedes-Benz Conecto autóbuszok voltak fellelhetőek, ezután Mercedes-Benz Conecto-k és a MAZ-103 közlekedett. 2020-ban egy Mercedes-Benz Citaro ingázott, 2023-tól egy ideig egy Volvo 7700-as autóbusz járt a 6-os vonalon, de a buszt ideiglenesen Encsre helyezték, ezért jelenleg MAN SL283-as buszokat használnak, illetve vegyesen a helyi járműpark buszait forgatják be a táv teljesítésére.

## Megállóhelyei
| 6 (Autóbusz-állomás ◄► (Nyárjasalja út ◄►) Somsály)                   | 6 (Autóbusz-állomás ◄► (Nyárjasalja út ◄►) Somsály) | 6 (Autóbusz-állomás ◄► (Nyárjasalja út ◄►) Somsály) | 6 (Autóbusz-állomás ◄► (Nyárjasalja út ◄►) Somsály) | 6 (Autóbusz-állomás ◄► (Nyárjasalja út ◄►) Somsály) | 6 (Autóbusz-állomás ◄► (Nyárjasalja út ◄►) Somsály) | 6 (Autóbusz-állomás ◄► (Nyárjasalja út ◄►) Somsály) | 6 (Autóbusz-állomás ◄► (Nyárjasalja út ◄►) Somsály) |
| Sorszám (↓)                                                           | Sorszám (↓)                                         | Megállóhely                                         | Kilométer (↓)                                       | Kilométer (↓)                                       | Perc (↓)                                            | Perc (↓)                                            | Átszállási kapcsolatok |
| --------------------------------------------------------------------- | --------------------------------------------------- | --------------------------------------------------- | --------------------------------------------------- | --------------------------------------------------- | --------------------------------------------------- | --------------------------------------------------- | --- |
| 0                                                                     | 0                                                   | Autóbusz-állomás végállomás                         | 0.0 km                                              | 0.0 km                                              | 0                                                   | 0                                                   | 1, 2, 2A, 3, 4, 7, 8, 12, 20A, 21, 26, 47, 68, 74, 76, 78 1031, 1034, 1051, 1369, 1384, 1411 3410, 3770, 3773, 4101, 4102, 4104, 4140, 4145, 4147, 4148, 4150, 4151, 4153, 4155, 4157, 4158, 4160, 4161, 4180, 4185, 4186 |
| 1                                                                     | 1                                                   | Gyujtó tér                                          | 0.3 km                                              | 0.3 km                                              | 1                                                   | 1                                                   | 2, 2A, 4, 7, 8, 12, 20, 20A, 21, 23, 47, 63, 68, 74, 76, 78 4102 |
| 2                                                                     | 2                                                   | Városháztér                                         | 0.9 km                                              | 0.9 km                                              | 3                                                   | 3                                                   | 2, 2A, 12, 20, 20A, 21, 23, 26, 63, 68, 76 1369, 1384 3770, 4102, 4180, 4185, 4186 |
| 3                                                                     | 3                                                   | Bolyki elágazás                                     | 1.5 km                                              | 1.5 km                                              | 4                                                   | 4                                                   | 2, 2A, 12, 20, 20A, 21, 23, 26, 63, 68, 76 1031, 1034, 1051, 1369, 1384 3770, 4102, 4180, 4185, 4186 |
| 4                                                                     | 4                                                   | Béke szálló                                         | 2.0 km                                              | 2.0 km                                              | 5                                                   | 5                                                   | 26, 63, 68, 76 3770, 4180, 4185 |
| 5                                                                     | 5                                                   | Lam út                                              | 2.3 km                                              | 2.3 km                                              | 6                                                   | 6                                                   | 26, 63, 68, 76 |
| Tanítási napokon 6; tanszünetben munkanapokon 5 járat által érintett. |                                                     |                                                     |                                                     |                                                     |                                                     |                                                     | |
| ∫                                                                     | 6                                                   | Hódoscsépány, Nyárjasalja utca                      | ∫                                                   | 3.5 km                                              | ∫                                                   | 8                                                   | |
| 6                                                                     | 7                                                   | Hódoscsépány, élelmiszerbolt                        | 3.0 km                                              | 4.3 km                                              | 8                                                   | 11                                                  | 26, 63, 68, 76 1031, 1034, 1051, 1384 3770, 4180, 4185 |
| 7                                                                     | 8                                                   | Somsályi elágazás                                   | 3.9 km                                              | 5.2 km                                              | 10                                                  | 13                                                  | 26, 63, 68, 76 1031, 1034, 1051 3770, 4180, 4185 |
| 8                                                                     | 9                                                   | Hódoscsépány, Deák Ferenc út 108.                   | 4.8 km                                              | 6.1 km                                              | 12                                                  | 15                                                  | 26, 63, 68, 76 |
| 9                                                                     | 10                                                  | Somsály, Erzsébet-telep                             | 5.6 km                                              | 6.9 km                                              | 14                                                  | 17                                                  | 26, 63, 68, 76 |
| 10                                                                    | 11                                                  | Somsály, Akna utca 10.                              | 6.3 km                                              | 7.6 km                                              | 15                                                  | 18                                                  | 26, 63, 68, 76 |
| 11                                                                    | 12                                                  | Somsály, Vörösmarty utca                            | 6.8 km                                              | 8.1 km                                              | 16                                                  | 19                                                  | 26, 63, 68, 76 |
| 12                                                                    | 13                                                  | Somsály, autóbusz-forduló végállomás                | 7.5 km                                              | 8.8 km                                              | 18                                                  | 20                                                  | 63, 68, 76 |